# Pliskowola
Pliskowola – wieś w Polsce położona w województwie świętokrzyskim, w powiecie staszowskim, w gminie Osiek.
Wierni Kościoła rzymskokatolickiego należą do parafii św. Stanisława w Osieku.
Przez wieś biegnie droga powiatowa nr 42340 (0812T – droga wojewódzka nr 765 – Podlesie – Góry – Pliskowola – Osiek); oraz następujące drogi gminne nr 4233024 (002673T – Pliskowola – Zabłonie); nr 4233022 (002671T – Mucharzew – Pliskowola); nr 4233026 (002675T – Osiek – Pliskowola – Łączna Góra); nr 4233027 (002676T – Pliskowola – droga państwowa nr 79). Poza tym fragment linii kolejowej nr 70 ze stacji Strzegomek do stacji Osiek Staszowski.
W Pliskowoli mieści się szkoła podstawowa i ochotnicza straż pożarna.

## Nazwa
Nazwa miejscowości wzięła się prawdopodobnie od nazwy właściciela folwarku, który nazywał się Pliska.

## Historia
Wieś powstała zapewne w okresie zagospodarowywania wielkich pustek po licznych wojnach, epidemiach i innych kataklizmach (zwłaszcza czerwonki). Zakładana osada była zwolniona z wszelkich opłat i należności przez określony czas.
Pierwsza wzmianka o Pliskowoli pochodzi już z 9 października 1415 roku (wtedy to: Anna z Woli zwanej Pliska «Wola dicta Pliska», jest jednym ze świadków w sporze (sporządzanego testamentu) w Połańcu, a w którym to zapisano, że „Wojciech wspólnik Mikołaja zwanego Pythel swój połaniecki młyn w mieście Połaniec zapisuje/przekazuje Piotrowi zwanemu Sedlik celem alienacji lenna seniora…”)...
W czasach Jana Długosza według jego Liber Beneficiorum... (1470–1480) jest to wieś królewska (tzw. królewszczyzna), z 2 łanami, a w ¼ części bezpośrednio zależna od kościoła parafialnego w Osieku (na tzw. nieużytkach rolnych, resztówkach), w tym jego aktualnych proboszczów, z majątkiem ziemskim w gęstwinie (w borze puszczy strzegomskiej, tj. pomiędzy Strzegomiem a Pliskowolą) w tzw. Samyn inaczej Ploza, w stronę grodu (ku osadzie miejskiej) Osiek.

Archidiaconatus Sandomiriensis. (...) Ecclesia parochialis Sancti Pauli extra muros Sandomirienses. (...) Parochia O s s y e k.
Pliska Wola, villa sub parochial de Osiek ad fluvium V i s l a. (...) Samyn alias Ploza, ager ad oppidum Osiek.
...Item in villa P l y s z k a regia habet duos laneos minus una quarta agrorum, quos vel solus colit vel locat in censum. Item in borra, quae mediat inter villas S t r z e g o m et P l y s z k a, qui vocatur P l o z a et etiam dicitur S a m y n, de quo ecclesiae in O s s y e k et cius plebano et decimatur et censuatur.

Joannis Długosz, Liber beneficiorum dioecesis Cracoviensis, tomus II.

W 1578 roku wieś Wolia Plyska (Pliskowola), nadal jest wsią królewską z 71 osadnikami na 28 łanach powierzchni, nadto ma 4 komorników (w domyśle z bydłem), 17 biedaków (czyli komorników bez bydła) i 4 rzemieślników. Wcześniejszy dokument, z 1542 roku mówi o procesie, jaki prowadzili mieszkańcy Osieka z właścicielami Woli o pole położone za wsią. Rejestr podatków z 1629 roku wymienia Pliskowolę jako wieś, należącą do parafii Osiek.

II. Palatinatus Sandomiriensis. 1. Districtus Sandomiriensis an. 1578. Par. Osziek.
Wolia Plyska, regalis, col. 71 in lan. 28, inq. 4, inq. paup. 17, art. 4.

Adolf Pawiński, Małopolska, t. III.

Wieś wymieniana w Słowniku geograficznym Królestwa Polskiego i innych krajów słowiańskich w trzech tomach, pod koniec XIX wieku i na początku XX wieku.

PLISKOWOLA, wieś, powiat sandomierski, gmina i parafia Osiek, odległość od Sandomierza 32 wiorsty, ma 176 domów, 1047 mieszkańców, 2 mórg ziemi dworskiej i 2454 mórg (ziemi) włościańskiej. W 1827 roku było (tu) 121 domów, 771 mieszkańców.

Słownik geograficzny Królestwa Polskiego..., t. VIII.

PLISKOWOLA (w) roku 1415 Wola dicta Pliska (w) roku 1578 Wola Plyska, wieś, powiat sandomierski. Wspomniana w dokumencie z roku 1415 (Kodex dyplomatyczny Polski, III, 374). W roku 1578 wieś królewska. Obacz Wola Pliska (t. XIII).

Słownik geograficzny Królestwa Polskiego..., t. XV, cz. I..

WOLA PLISKA, wieś, powiat sandomierski, parafia Osiek, obacz Pliskowola (t. VIII). W roku 1578 Wola Plyska, wieś królewska, miała 71 osadników, 28 łanów, 4 komorników, 17 komorników (bez ziemi, tj.) ubogich, 4 rzemieślników. (Pawiński, Małopolska, III, 168).

Bronisław Chlebowski, Słownik geograficzny Królestwa Polskiego..., t. XIII.

Informacja zbiorcza według ww. Słownika... z 1887 roku – Pliskowola, to wieś w ówczesnym powiecie sandomierskim, w ówczesnej gminie i parafii Osiek. Leży w odległości 32 wiorst od Sandomierza. Ma 176 domów, 1 047 mieszkańców, 2 morgi ziemi dworskiej i 2 454 morgi ziemi włościańskiej. W 1827 roku było tu 121 domów i 771 mieszkańców.
W 1886 roku parafia Osiek należy do dekanatu sandomierskiego i liczy 3 895 dusz. Z kolei gmina Osiek, z urzędem we wsi Osieczko, miała 6 070 mieszkańców, i rozległości 17 916 mórg, w tym ziemi dworskiej 6 525 mórg. Sądem okręgowym dla gminy był ówczesny III Sąd Okręgowy w Łoniowie; z kolei stacja pocztowa znajdowała się w Staszowie. W skład gminy wchodziły wówczas (jeszcze) następujące wioski: Bukowa, Długołęka, Dzięki, Lipnik, Łęg, Osieczko, Osiek, Pliskowola, Strzegom i Suchowola.
Współcześnie w ujęciu Piotra Barańskiego w jego książce Miasto i Gmina Osiek z 1999 roku.

W gminie. (...) Pliskowola.
Wieś, powstała zapewne w okresie zagospodarowywania wielkich pustek po licznych wojnach, epidemiach i innych kataklizmach. Zakładana osada była zwolniona z wszelkich opłat i należności na określony czas. Źródła milczą o wcześniejszych dziejach (czyżby?!), ale już rejestr podatków z 1629 roku wymienia Pliskowolę jako wieś, należącą do parafii Osiek. Wcześniejszy dokument, z 1542 roku mówi o procesie, jaki prowadzili mieszkańcy Osieka z właścicielami Woli o pole położone za wsią. Z tych dokumentów, aczkolwiek szczątkowych, wynika, że wieś istniała w XVI wieku była położona na glebach słabych, podmokłych, mało urodzajnych.
W okresie II wojny światowej działała tu partyzantka, a wielu mieszkańców czynnie uczestniczyło w ruchu oporu. Z chwilą powstania przemysłu siarkowego i zakładów przemysłowych Tarnobrzega, Staszowa, Połańca przyszła dobra passa dla mieszkańców Pliskowoli. Pracując w przemyśle budowali domy, obiekty gospodarcze. Obecny wygląd wsi w niczym nie przypomina dawnego. Stare zabudowania należą do historii. Mieszkańcy zawsze wykazywali dużą aktywność. W ramach czynów społecznych zbudowano Dom Nauczyciela, pełni on teraz rolę 6 – klasowej Szkoły Podstawowej (stary budynek szkoły spłonął w latach 80).
Niewiele mogli zrobić sami mieszkańcy w zakresie budowy dróg. Problem ten rozwiązano dopiero w latach 80 i 90. Dużym osiągnięciem wioski jest wybudowanie nowoczesnego kościoła. Prace rozpoczęto w latach 80, a zakończono w 90, przy znaczącym zaangażowaniu byłego proboszcza osieckiego, ks. Jana Mazurkiewicza. Budowę kontynuował i zakończył proboszcz Władysław Gwóźdź. Świątynia pełni dzisiaj funkcję kaplicy.
Współcześnie powstaje nowy budynek szkoły. Kamień węgielny i fundamenty położone zostały jesienią 1998 roku. Burmistrz Miasta i Gminy, zapewne jeszcze w tej kadencji doprowadzi dzieło do końca.
Działa tu prężna jednostka Ochotniczej Straży Pożarnej, która posiada nowy budynek remizy i samochód bojowy. Wieś jest stelefonizowana, uzyskała połączenie ze światem, mając wcześniej tylko jeden telefon prywatny. Należy też podkreślić, że infrastruktura została wzbogacona o wodociągi, doprowadzone do wszystkich gospodarstw

Piotr Barański, Miasto i Gmina Osiek.

W okresie II wojny światowej działała tu partyzantka, a wielu mieszkańców czynnie uczestniczyło w ruchu oporu.
Z chwilą powstania przemysłu siarkowego i zakładów przemysłowych Tarnobrzega, Staszowa, czy Połańca przyszła dobra passa dla mieszkańców Pliskowoli. Pracując w przemyśle budowali nowe domy, obiekty gospodarcze. Obecny wygląd wsi w niczym nie przypomina tego dawnego. Mieszkańcy bowiem zawsze wykazywali się dużą aktywnością społeczną.
Z początkiem lat 80. rozpoczęto budowę nowej kaplicy, a ukończono ją z początkiem lat 90., przemianowując na Kościół Pomocniczy parafii Osieckiej w Pliskowoli. W budowę owego obiektu zaangażował się czynnie ks. Jan Mazurkiewicz, a kontynuował i zakończył ten proces proboszcz Henryk Podgórski.
W ramach czynów społecznych zbudowano Dom Nauczyciela, który pełnił rolę 6-klasowej Szkoły Podstawowej (stary budynek szkoły spłonął w latach 80.). Od jesieni 1998 roku do czerwca 2004 roku oficjalnie oddano do użytku mieszkańców, a głównie uczniów i nauczycieli nową szkołę podstawową.
W latach 1954-1959 wieś była siedzibą gromady Pliskowola, po jej zniesieniu w gromadzie Osiek.
W latach 1975–1998 miejscowość administracyjnie należała do województwa tarnobrzeskiego.

## Demografia
Współczesna struktura demograficzna wioski Pliskowola na podstawie danych z lat 1995-2009 według roczników GUS, z prezentacją danych z 2002 roku:

| WYSZCZEGÓLNIENIE | WYSZCZEGÓLNIENIE | WYSZCZEGÓLNIENIE | WYSZCZEGÓLNIENIE | WYSZCZEGÓLNIENIE | J. m.       | POPULACJA MIESZKAŃCÓW (w przedziałach wiekowych w 2002 roku) | POPULACJA MIESZKAŃCÓW (w przedziałach wiekowych w 2002 roku) | POPULACJA MIESZKAŃCÓW (w przedziałach wiekowych w 2002 roku) | POPULACJA MIESZKAŃCÓW (w przedziałach wiekowych w 2002 roku) | POPULACJA MIESZKAŃCÓW (w przedziałach wiekowych w 2002 roku) | POPULACJA MIESZKAŃCÓW (w przedziałach wiekowych w 2002 roku) | POPULACJA MIESZKAŃCÓW (w przedziałach wiekowych w 2002 roku) | POPULACJA MIESZKAŃCÓW (w przedziałach wiekowych w 2002 roku) | POPULACJA MIESZKAŃCÓW (w przedziałach wiekowych w 2002 roku) | POPULACJA MIESZKAŃCÓW (w przedziałach wiekowych w 2002 roku) |
| WYSZCZEGÓLNIENIE | WYSZCZEGÓLNIENIE | WYSZCZEGÓLNIENIE | WYSZCZEGÓLNIENIE | WYSZCZEGÓLNIENIE | J. m.       | OGÓŁEM                                                       | 0-9                                                          | 10-19                                                        | 20-29                                                        | 30-39                                                        | 40-49                                                        | 50-59                                                        | 60-69                                                        | 70-79                                                        | 80+                                                          |
| ---------------- | ---------------- | ---------------- | ---------------- | ---------------- | ----------- | ------------------------------------------------------------ | ------------------------------------------------------------ | ------------------------------------------------------------ | ------------------------------------------------------------ | ------------------------------------------------------------ | ------------------------------------------------------------ | ------------------------------------------------------------ | ------------------------------------------------------------ | ------------------------------------------------------------ | ------------------------------------------------------------ |
| I.               | OGÓŁEM           | OGÓŁEM           | OGÓŁEM           | OGÓŁEM           | os.         | 1 087                                                        | 156                                                          | 160                                                          | 185                                                          | 141                                                          | 146                                                          | 103                                                          | 73                                                           | 99                                                           | 24                                                           |
| I.               | –                | odsetek          | odsetek          | odsetek          | %           | 100                                                          | 14,4                                                         | 14,7                                                         | 17                                                           | 13                                                           | 13,4                                                         | 9,5                                                          | 6,7                                                          | 9,1                                                          | 2,2                                                          |
| I.               | 1.               | WEDŁUG PŁCI      | WEDŁUG PŁCI      | WEDŁUG PŁCI      | WEDŁUG PŁCI | WEDŁUG PŁCI                                                  | WEDŁUG PŁCI                                                  | WEDŁUG PŁCI                                                  | WEDŁUG PŁCI                                                  | WEDŁUG PŁCI                                                  | WEDŁUG PŁCI                                                  | WEDŁUG PŁCI                                                  | WEDŁUG PŁCI                                                  | WEDŁUG PŁCI                                                  | WEDŁUG PŁCI                                                  |
| I.               | 1.               | A.               | Mężczyzn         | Mężczyzn         | os.         | 554                                                          | 81                                                           | 68                                                           | 104                                                          | 85                                                           | 84                                                           | 52                                                           | 28                                                           | 42                                                           | 10                                                           |
| I.               | 1.               | A.               | –                | odsetek          | %           | 51                                                           | 7,5                                                          | 6,2                                                          | 9,6                                                          | 7,8                                                          | 7,7                                                          | 4,8                                                          | 2,6                                                          | 3,9                                                          | 0,9                                                          |
| I.               | 1.               | B.               | Kobiet           | Kobiet           | os.         | 533                                                          | 75                                                           | 92                                                           | 81                                                           | 56                                                           | 62                                                           | 51                                                           | 45                                                           | 57                                                           | 14                                                           |
| I.               | 1.               | B.               | –                | odsetek          | %           | 49                                                           | 6,9                                                          | 8,5                                                          | 7,4                                                          | 5,2                                                          | 5,7                                                          | 4,7                                                          | 4,1                                                          | 5,2                                                          | 1,3                                                          |

Rysunek 1.1 Piramida populacji – struktura płci i wieku wioski
| I. | OGÓŁEM | OGÓŁEM  | OGÓŁEM            | OGÓŁEM            | OGÓŁEM            | os.     | 1 087   | 554     | 533     |         |         |         |         |         |         |         |         |         |         |         |
| I. | –      | odsetek | odsetek           | odsetek           | odsetek           | %       | 100     | 51      | 49      |         |         |         |         |         |         |         |         |         |         |         |
| I. | 1.     | W WIEKU | W WIEKU           | W WIEKU           | W WIEKU           | W WIEKU | W WIEKU | W WIEKU | W WIEKU | W WIEKU | W WIEKU | W WIEKU | W WIEKU | W WIEKU | W WIEKU | W WIEKU | W WIEKU | W WIEKU | W WIEKU | W WIEKU |
| I. | 1.     | A.      | Przedprodukcyjnym | Przedprodukcyjnym | Przedprodukcyjnym | os.     | 285     | 136     | 149     |         |         |         |         |         |         |         |         |         |         |         |
| I. | 1.     | A.      | –                 | odsetek           | odsetek           | %       | 26,2    | 12,5    | 13,7    |         |         |         |         |         |         |         |         |         |         |         |
| I. | 1.     | B.      | Produkcyjnym      | Produkcyjnym      | Produkcyjnym      | os.     | 620     | 352     | 268     |         |         |         |         |         |         |         |         |         |         |         |
| I. | 1.     | B.      | –                 | odsetek           | odsetek           | %       | 57      | 32,4    | 24,6    |         |         |         |         |         |         |         |         |         |         |         |
| I. | 1.     | B.      | a.                | mobilnym          | mobilnym          | os.     | 424     | 242     | 182     |         |         |         |         |         |         |         |         |         |         |         |
| I. | 1.     | B.      | a.                | –                 | odsetek           | %       | 39      | 22,3    | 16,7    |         |         |         |         |         |         |         |         |         |         |         |
| I. | 1.     | B.      | b.                | niemobilnym       | niemobilnym       | os.     | 196     | 110     | 86      |         |         |         |         |         |         |         |         |         |         |         |
| I. | 1.     | B.      | b.                | –                 | odsetek           | %       | 18      | 10,1    | 7,9     |         |         |         |         |         |         |         |         |         |         |         |
| I. | 1.     | C.      | Poprodukcyjnym    | Poprodukcyjnym    | Poprodukcyjnym    | os.     | 182     | 66      | 116     |         |         |         |         |         |         |         |         |         |         |         |
| I. | 1.     | C.      | –                 | odsetek           | odsetek           | %       | 16,8    | 6,1     | 10,7    |         |         |         |         |         |         |         |         |         |         |         |

## Dawne części wsi – obiekty fizjograficzne
W latach 70. ubiegłego wieku przyporządkowano i opracowano spis lokalnych części integralnych dla Pliskowoli zawarty w tabeli 1.

| Nazwa wsi – miasta | Nazwy części wsi – miasta | Nazwy obiektów fizjograficznych – charakter obiektu |
| ------------------ | --- | --- |
| I. Gromada OSIEK   | | |
| 1. Pliskowola      | 1. Błonie 2. Cyrglówka 3. Dół 4. Gajówka Pliskowol- ska 5. Góry 6. Kały 7. Mała Wola 8. Podlesie 9. Przerwa 10. Skotnia 11. Zabłonie | 1. Błonie – mokradła, stawy 2. Brodki – moczary, piaski 3. Cenasiów Ogród – pole 4. Cyrglówka – pole 5. Dolskie Pola – pole, łąka 6. Dół – pole 7. Dziedziuchowe Dołki – las 8. Gluzieniec – łąka, pastwisko 9. Góra Cyrglowska – pole 10. Góra Stawiskowa – pole 11. Górskie Pastwiska – pole 12. Górskie Pola – pole 13. Góry – pole 14. Jamrozi Dół – wąwóz 15. Kalaźnica – łąka 16. Kalugi – bagno, łąka 17. Kały – pole, łąka 18. Łęczna Góra – las 19. Ługi – pole 20. Mała Wola – pole 21. Małowolskie – pole 22. Mogiła – las 23. Pastwiska Dolskie – pole, pastwisko 24. Piachy – nieużytki 25. Pliska – łąka 26. Pliśnia Góra – pole, nieużytki 27. Pod Łęczną Górą – pastwisko, pole 28. Pod Trzciańską Górą – pastwisko 29. Podlesie – pole 30. Podleściańskie Pola – pole 31. Porąbka – pastwisko 32. Poręby – łąka, pole 33. Posada – pole 34. Przerwa – pole 35. Rakownica – las 36. Skotnia – pole 37. Stawiska – łąka, moczary 38. Smużek – las 39. Strugi – pole 40. Strzegomka – rzeczka 41. Wierzchowiska – las, olszyny 42. Zabłońskie Pola – pole, łąka 43. Zajedle – las |